# Шовк

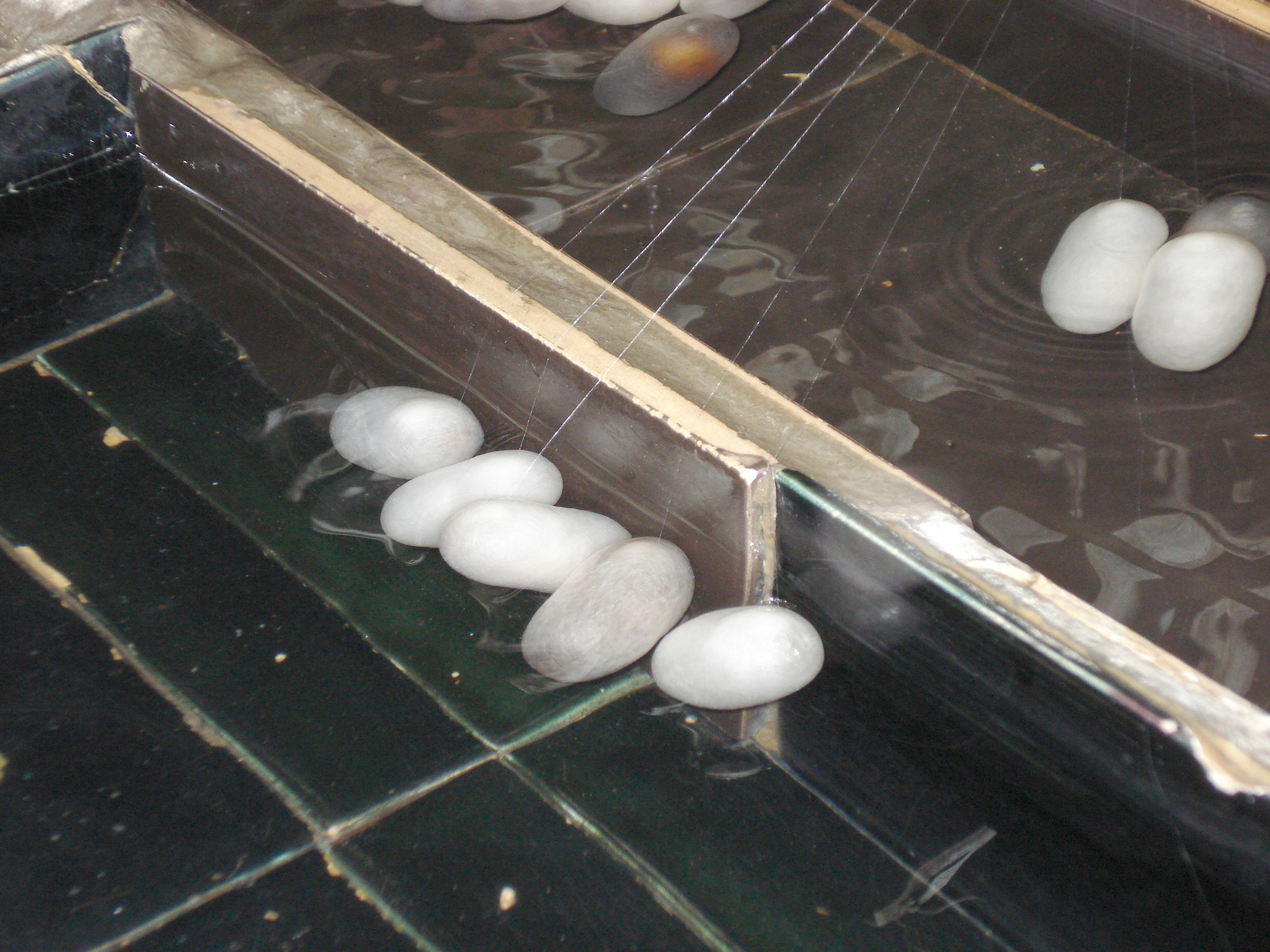
Виготовлення шовку.

Шовк — натуральна текстильна нитка тваринного походження — продукт виділення залоз гусіні шовкопрядів при звиванні коконів. Довжина шовкової нитки може досягати 800—1000 м. Вона має трикутний переріз і подібно до призми відбиває світло, завдяки чому має гарний блиск.
Найвідомішим застосуванням ниток шовку є виготовлення шовкових тканин.
Вигодовуванням личинок шовкопряда і виготовленням шовку займається шовківництво.
У світовій практиці шовк натуральний має різні позначення на етикетках: silk, Seide, soie.

## Етимологія
Походження слова шовк (д.-рус. шьлкъ, біл. шоўк) остаточно не з'ясоване. За однією з версій, воно походить з германських мов: пор. дав.-ісл. silki, давн.в-нім. silecho, давн-англ. sioluc, що через лат. sēricum, sēricus сходять до грец. σηρικός («належний до серів», «шовковий») і Σήρ («Китай»), Σήρες («китайці, сери»). У свою чергу, грец. Σήρ може бути пов'язаний з кит.: 絲, si < *sir («шовк»). Окрім того, існує припущення про запозичення д.-рус. шьлкъ з якоїсь східної мови і про слов'янське походження дав.-ісл. silki та давн-англ. sioluc.
У старовину один з сортів шовкової тканини був відомий як єдва́б (від пол. jedwab, запозиченого з якоїсь германської мови, пор. давн.в-нім. gotawebbi — «божа тканина»). У деяких слов'янських мовах співзвучні слова означають просто «шовк» (пол. jedwab, чеськ. hedvábí, словац. hodváb, біл. ядваб, староцерк.-слов. годовабль).

## Історія
Батьківщиною шовку є стародавній Китай. За легендами, культура шовківництва виникла близько V тис. р. до н. е.. Найбільш розповсюдженим є переказ про Лей Цзу, першу дружину Жовтого імператора, що жив в центральних районах Китаю близько 5000 років тому.
Одружившись, Лей Цзу привезла з собою секрет вирощування шовкопряда. Ця легенда підтверджується і археологічними розкопками в провінціях Хубей і Хунань — там знайдено велику кількість речей, що добре збереглися. Виходячи з цього, шовківництво існувало вже приблизно за дві тисячі років до нової ери (епоха пізнього неоліту), а виробництво шовку 2500—2800 років тому вже було розвинутою галуззю виробництва.
У часи воюючих царств (475 — 221 рр.. до н. е.) шовк та шовкові вироби стали доступними широкому загалу населення. Технології, пов'язані з шовківництвом, вишивкою, забарвленням тканини, одержали повсюдне поширення. У період династії Хань значно підвищилася продуктивність, причому знайдені шовкові предмети дуже високої якості, а уяву вражають яскравість фарб, багатство та досконалість вишивки.
Більше 2000 років тому імператор У Ді направив свого посланця на захід, щоб прокласти дорогу, якою підуть каравани з шовком. Так з'явився Великий Шовковий шлях.
У Китаї було під страхом смертної кари заборонено вивозити гусениць шовкопряда або їх личинки за межі країни. У 555 році двом монахам вдалося вивезти з Персії (за іншими даними — Хотана) кілька личинок шовкопряда до Візантії. Завдяки цим личинкам, а також, знанням про розведення шовкопрядів, набутим ченцями в Китаї, виробництво шовку стало можливим і поза його межами.
У Середньовіччі шовкова справа стає однією з головних галузей промисловості у Венеції (XIII століття), в Генуї та Флоренції (XIV століття) та Мілані (XV століття). До XVIII століття шовкова справа отримала розповсюдження по всій Західній Європі.
Згадується під іменем шовк (ст.-укр. шолкъ) як різновид «татарського товару» у статутній грамоті молдавського воєводи Олександра від 1407 року, що надавала львівським і подільським купцям право вільно торгувати у Молдовському князівстві, зокрема у Сучаві.

## Виробництво шовку
Натуральний шовк отримують так: коли гусениці шовковичного шовкопряда приходить час перетворюватися на лялечку, щоб потім стати метеликом, вона випускає з себе тоненьку нитку, прикріплює її до сухої гілочки і сплітає собі з цієї нитки гніздо — кокон. Ось з цих найтонших ниточок і роблять шовк.
Шовкові коконні нитки складаються з двох шовковинок, склеєних між собою особливою речовиною — серицином. У коконі нитки укладені в 40-45 шарів, довжина їх досягає 700—800 м. Якщо дати лялечці перетворитися в метелика і вийти з кокона, в шовкових оболонках з'являться дірочки. Такі кокони дуже важко розмотувати. Тому лялечку умертвляють, обробляючи кокони гарячим повітрям, а після цього, щоб вони не гнили, сушать. Оскільки шовкова нитка дуже тонка (середня товщина її 25-30 мк), при розмотуванні з'єднують нитки декількох коконів (від 3 до 10). При цьому нитки міцно склеюються серицином. Таку нитку називають шовком-сирцем.
Шовкопряд за своє життя дає тільки один кокон — 0,5 г шовкової нитки 700 м довжиною.

## Цікаві факти
- Шовк — єдина тканина, в якій не живуть комахи. В умовах тотальної антисанітарії тільки шовковий одяг рятував від докучливих вошей.
- Французьке місто Ліон уславилось завдяки виробництву шовку, що його запровадив купець італійського походження Етьєн Тюрке. Місто мало навіть шовкову біржу. Зараз у Ліоні розташований музей тканин, присвячений історії виробництва шовку.
- Головний центр виробництва шовку в 20 столітті перемістився в Бразилію, бо там найсприятливіші кліматичні умови для вирощування шовковиці білої (її листя — головна їжа для гусені шовкопряда) та наявності дешевої робочої сили.
- Шовк не чутливий до впливу спирту й оцту.